# Katerine (album)
Pour les articles homonymes, voir Katerine.
Albums de Katerine Avgoustakis
Overdrive
(2008)
Katerine est le premier album de Katerine Avgoustakis, paru en 2005. Il est sorti le 14 novembre 2005  en Belgique et ne sera publié qu'en mai aux Pays-Bas en 2006. 

## Liste des chansons
| No  | Titre                    | Durée |
| --- | ------------------------ | ----- |
| 1.  | Out On You               | 03:07 |
| 2.  | Here Come All The Boys   | 03:14 |
| 3.  | Take Me Home             | 03:30 |
| 4.  | Catfight                 | 02:37 |
| 5.  | Born                     | 03:24 |
| 6.  | New Day (Version album)  | 03:25 |
| 7.  | 2much4you                | 03:08 |
| 8.  | Loving You               | 03:22 |
| 9.  | All Night Long           | 03:36 |
| 10. | One Way Ticket           | 03:32 |
| 11. | Intertwined              | 03:34 |
| 12. | I'll Be There            | 03:43 |
| 13. | New Day (Version single) | 03:23 |